# Parc Nacional de Banhine
El Parc Nacional de Banhine és una àrea protegida al districte de Chigubo, el nord de la província de Gaza, Moçambic. Va ser declarat com parc nacional el 26 de juny de 1973.

## Localització
El parc té una superfície de 7.000 km² i compta amb una àmplia zona d'aiguamolls, que actua com una important font d'aigua per a les terres seques que l'envolten. El parc es troba en una àrea que té una precipitació anual de només 430 mm. No obstant això, més de l'1% del parc és zona humida i també hi ha més d'un miler de llacunes que varien en grandària des d'uns pocs metres quadrats a centenars d'hectàrees, i poden ser molt salades o "dolces" i potable.
L'aigua prové de la zona situada al nord-oest, prop de la frontera de Zimbabwe, que flueix a través de molts canals als aiguamolls i després al riu Changane.
Administrativament el parc està dividit entre el districte de Chicualacuala (2.400 km²), el districte de Chigubo (3.000 km²), i el districte de Mabalane (1.600 km²).

## Fauna
Al parc s'han trobat 18 espècies de peixos. El pulmonat africà, dos de killifish i dues espècies de barbs han desenvolupat maneres de fer front a períodes de sequera predictibles. De vegades, els aiguamolls són totalment secs a la superfície.
El Parc solia ser la llar dels búfal africà, marta gibelina, topi comú, búbal, zebra de Selous i nyu blau. Molts d'aquests animals van ser destruïts durant les guerres civils de la dècada de 1980 i principis de 1990. No obstant això, el parc continua sent la llar d'espècies en perill d'extinció com la grua carunculada i de moltes aus migratòries. Els resultats d'un estudi aeri a l'octubre de 2004 va mostrar que el parc tenia poblacions saludables d'estruços, kudus, impales, redunca, duiquers, raficer comú, porc espí, phacochoerus i oribí. Depredadors com el lleopard africà, lleó de Transvaal, serval, hiena tacada i el guepard sud-africà també s'hi poden trobar.

## Humans
Hi ha una petita població humana a la reserva, danyant el medi ambient amb el conreu de dacsa,sorgo, yuca i canya de sucre mitjançant el mètode de frega i crema. Amb la sequera, els cultius es perden i les persones tornen a la caça i la pesca, posant èmfasi en la fauna.
El govern està encoratjant a la gent a sortir del parc mitjançant la construcció de fonts d'aigua permanents fora de la reserva i donant incentius als que es traslladen.
Està previst que formi part del Parc transfronterer del Gran Limpopo.

## Plans
Els parcs nacionals de Banhine, Zinave i Limpopo a Moçambic, el Parc Nacional de Gonarezhou a Zimbabwe i el Parc Nacional Kruger a Sud-àfrica són la base del nou Parc transfronterer del Gran Limpopo, part de l'àrea protegida transfronterera del Gran Limpopo que enllaçarà les Drakensberg a l'oest amb l'estuari del riu Save a l'est. L'àrea protegida total té 95.624 km².
El Parc Nacional Banhine està sent co-finançat i administrat per l'African Wildlife Foundation (AWF), que ha establert un camp de recerca internacional a Banhine. El parc ha estat descurat, amb poques inversions en infraestructura o en gestió. L'AWF ha construït un centre d'investigació per a la conservació, que s'està comercialitzant a la comunitat científica internacional. Els honoraris pagats pels investigadors seran utilitzats pel personal del centre i gestionar el parc.